# Планинарско друштво Нафташ
Планинарско друштво Нафташ из Новог Сада члан је Планинарског савеза Србије, Градског спортског савеза Новог Сада  и Спортског друштва Нафтне индустрије Србије.

## О друштву
Планинарско друштво Нафташ Нови Сад је основано 1994. године, са циљем да сачува и унапреди природу и човекову околину, као и да се чланство у тој околини одржи у добром здрављу, физичкој и психичкој кондицији. Друштво броји око 150 активних чланова и важи за једно од активнијих и млађих друштава у Војводини и Србији.
Друштво у току године организује у просеку десет акција масовнијег путовања у земљи, једну до две акције у иностранству, двадесетак акција са учешћем до 10 учесника, домаћин је Фрушкогорске планинарске трансферзале и Дана друштва за пријатеље из земље, било је суорганизатор међународног Планинарског маратона на Фрушкој гори закључно са 2016. годином, организује стална пешачења по Фрушкој гори, редовно и ажурно чисти и маркира планинарске стазе по Фрушкој гори и узима учешће у различитим акцијама очувања чистоће града и околине.
Низ година за редом наше Друштво је проглашено за најбоље или се налази у самом врху према годишњим листама Планинарско смучарског савеза Војводине у категоријама Најактивније планинарско друштво и Друштво са најбољом организацијом.  Такође, чланови планинарског друштва Нафташ су небројено пута заузимали висока места на наведеним листама Планинарско смучарског савеза Војводине у категоријама за појединце (јуниоре, сениорке, сениоре, аплпинисте и организаторе). Планинарско друштво Нафташ је било члан ПСВ до 2018. године.  
Састанци друштва одржавају се средом од 19 до 20 часова у просторијама на Тргу галерија број 4 по следећем распореду: јануар и фебруар, 2. и 4. среде у месецу и март - децембар,  2. среде у месецу.

## Традиционалне акције
1. Излет првих љубичица - најстарија традиционална акција намењена најмлађима
2. Потоци и водопади
3. Стазом за душу и тело
4. Међународни успон на Црвени чот
5. Новогодишње чаролије на Фрушкој гори

## Планинарска мапа Србије
Планинарско друштво Нафташ припрема и ажурира дигиталну планинарску мапу за Garmin GPS или андроид уређаје. Мапа је потпуно бесплатна и ажурира се неколико пута месечно. Може се преузети са интернет презентације друштва.